# Sublime Text
Sublime Text是一套跨平台的文字編輯器，支持基於Python的外掛程式。Sublime Text是專有軟體，可透過套件（Package）擴充功能。大多數的套件使用自由軟體授權釋出，並由社群建置維護。

## 程式特色
Sublime Text的主要功能如下：
- 「Go to anything」功能：可快速跳至檔案、符號或行數。
- 「Command palette」功能：彈性快速鍵功能。
- 多行選擇功能：同時修改多行內容。
- 基於Python語言的外掛API。
- 針對個別專案使用不同的編輯器設定。
- 透過JSON檔案自訂設定值。
- 跨平台（Windows、Linux和Mac OS X）。
- 相容TextMate的語言標記語法。

## 版本

### Sublime Text 2
Sublime Text 2的最新版本在2013年7月8日釋出。

#### 語言支援
Sublime Text支援眾多程式語言，並支援語法上色。內建支援的程式語言包含：ActionScript、AppleScript、ASP、batch files、C、C++、C#、Clojure、CSS、D、Diff、Erlang、Go、Graphviz (DOT)、Groovy、Haskell、HTML、Java、JSP、JavaScript、JSON、LaTeX、Lisp、Lua、Makefiles、Markdown、MATLAB、Objective-C、OCaml、Perl、PHP、Python、R、Rails、Regular Expressions、reStructuredText、Ruby、Scala、Shell script (Bash)、SQL、Tcl、Textile、XML、XSL和YAML。用戶可透過下載外掛 （页面存档备份，存于）支援更多的程式語言。

#### 使用者介面
Sublime Text 2的使用者介面如下：

#### 佈景主題
Sublime Text 2包含22種不同的佈景主題，亦可透過下載新的佈景主題。

#### 主要功能
Sublime Text 2的主要功能如下：
- 多行編輯：用戶可一次選擇多行並進行同步編輯。
- 自動完成：根據目前的程式語言自動提示字串讓用戶輸入。
- 程式碼上色與高對比顯示：使用暗色背景和亮色文字提高對比。
- 編輯器內編譯：在特定程式語言時可以直接在編輯器內進行背景編譯。
- 程式碼摘要：用戶可替常用的程式碼片段指定關鍵字快速插入。
- Go to anything：快速在檔案間移動的導覽工具。
- 其他功能：自動儲存、自訂快速鍵、拼寫檢查與修正、巨集、重複編輯動作等。

#### 套件控制台
Sublime Text可安裝套件控制台（Package Control）以擴增功能。套件控制台提供了一個方便的介面讓用戶搜尋、安裝、升級和移除套件。套件控制台能從GitHub、Bitbucket等網站下載、安裝和更新套件。

### Sublime Text 3
Sublime Text 3是Sublime Text的當前版本。 對於前沿版本，請參閱開發版。

### Sublime Text 4
Sublime Text 4是Sublime Text的當前最新版本。
可以免費下載和評估Sublime Text，但必須購買許可才能繼續使用。 目前沒有強制執行時間限制的評估。